# 米哈伊尔·彼得罗维奇·科列斯尼科夫
米哈伊尔·彼得罗维奇·科列斯尼科夫（俄语：Михаи́л Петро́вич Коле́сников，1939年6月30日—2007年3月26日），俄罗斯陆军大将，曾担任俄罗斯联邦国防部第一副部长、总参谋长，在他的指挥下了第一次车臣战争大败。

## 生平
1939年，出生于克拉斯诺达尔边区叶伊斯克市。1956年，进苏军鄂木斯克坦克兵技校学习。1959年，毕业，任远东军区摩步团战车修理排长。1960年，任摩步训练师坦克团技师。1961年，任坦克维修车间主任。1966年，任坦克副连长。1967年，任坦克连长。1968年，任坦克副营长。1970年，任坦克营长。
1972年，进马利诺夫斯基装甲兵军事学院学习。1975年，毕业，任苏军驻德集群坦克团长。1977年，任坦克师副师长兼参谋长。1979年，任基辅军区坦克师长。1981年，授少将军衔，进伏罗希洛夫总参军事学院学习。1983年，毕业，任外高加索军区坦克军军长。1986年，任集团军司令。1987年，任西伯利亚军区第一副司令兼参谋长。1988年，任南方总司令部第一副总司令兼参谋长，参与阿富汗战争。1990年，任陆军总司令部上将第一副总司令兼参谋长。
1991年，任苏军副总长兼总参组织动员总局局长。1992年，任俄罗斯国防部第一副部长兼俄军总参谋长。1995年，授大将军衔。1996年，任代理国防部长兼俄军总长。1998年，任总统直辖俄罗斯联邦国家技术委员会主席。1999年，退休。2007年，去世。